# 熊本市立尾ノ上小学校
熊本市立尾ノ上小学校（くまもとしりつ おのうえしょうがっこう）は、熊本県熊本市東区尾ノ上二丁目にある公立小学校。

## 沿革
- 1964年（昭和39年） - 熊本市立健軍小学校、熊本市立帯山小学校より分離し開校
- 1979年（昭和54年） - 熊本市立月出小学校を分離

## 歴代校長
- 1964年（昭和39年） - 初代校長
- - 第 代校長 藤井博
- 2006年（平成18年） - 校長 青木敬

## 委員会
- 音楽委員会
- 生活委員会
- 緑化委員会
- 計画委員会
- 保健委員会
- 体育委員会
- 給食委員会
- 図書委員会
- 放送委員会
- 掲示委員会

## クラブ活動
- 漫画・イラスト
- タブレット
- プログラミング
- 画像・動画編集
- 球技
- バドミントン
- 卓球
- 室内ゲーム
- ダンス
- 食育
- 茶道
- 手芸・アクセサリー
- 読書

### 運動部
- 野球部(2018年、クラブチーム化に伴い学校部活動から離脱)
- サッカー部
- バレー部
- バドミントン部

### 文化部
- 音楽部

## 著名な出身者
- 武田双雲（書道家）
- 武田双龍（書道家）
- 茂森あゆみ（歌手）
- 釘宮理恵（声優）
- 井芹美保子（プロゴルファー）
- 有村智恵（プロゴルファー）
- 石岡塁（ミュージシャン）
- 竹本萌瑛子（モデル）
- 岩本ぱぽぴ（お笑い芸人）
- 下川リヲ (ミュージシャン)

## 学校周辺
- 熊本県立熊本工業高等学校
- 熊本東郵便局
- 東区役所 東部出張所
- 陸上自衛隊西部方面総監部